# Abaixat
Abaixat és un terme heràldic que s'utilitza per indicar que una peça està col·locada dins l'escut més avall del que generalment li correspondria. També es diu abaixat a la punta d'un dit, d'un bec, d'una ala, d'una espasa, d'un bàcul i d'altres objectes representats en l'escut quan aquesta punta està orientada cap a la punta inferior de l'escut o cap al terra.